# Tōkyū série 2020
La série 2020 (2020系, 2020-kei) de Tokyu est un type de rame automotrice exploité depuis 2018 par la compagnie Tokyu dans l'ouest de Tokyo. Elle possède deux autres versions, la série 3020 (3020系, 3020-kei) et la série 6020 (6020系, 6020-kei).

## Description
Les rames appartiennent à la gamme "sustina S24 series" du constructeur J-TREC. Trois variantes existent :
- la série 2020, comprenant 30 rames de 10 voitures[2] et se distinguant par un liseré vert,
- la série 3020, comprenant 2 rames de 8 voitures[3] et se distinguant par un liseré bleu,
- la série 6020, comprenant 3 rames de 7 voitures[4] et se distinguant par un liseré orange.

L'espace voyageurs se compose de banquettes longitudinales. La série 6020 possède une voiture "Q Seat" où les sièges peuvent être orientés de façon transversale et réservés sur certains services express. Des écrans d'information passagers sont placés au-dessus des portes et des extrémités des voitures, et des écrans LCD sont également situés au-dessus des sièges.

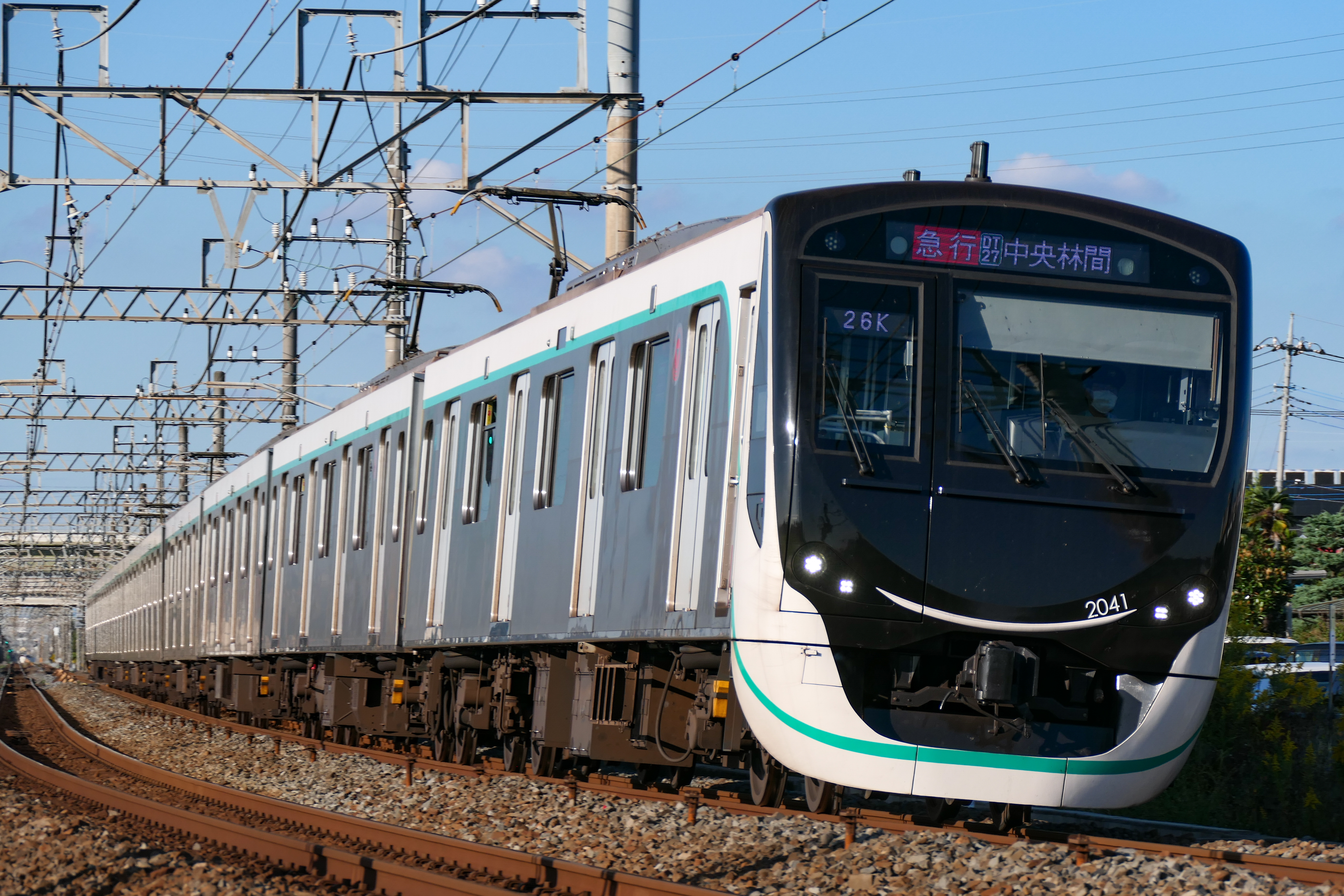
Série 2020
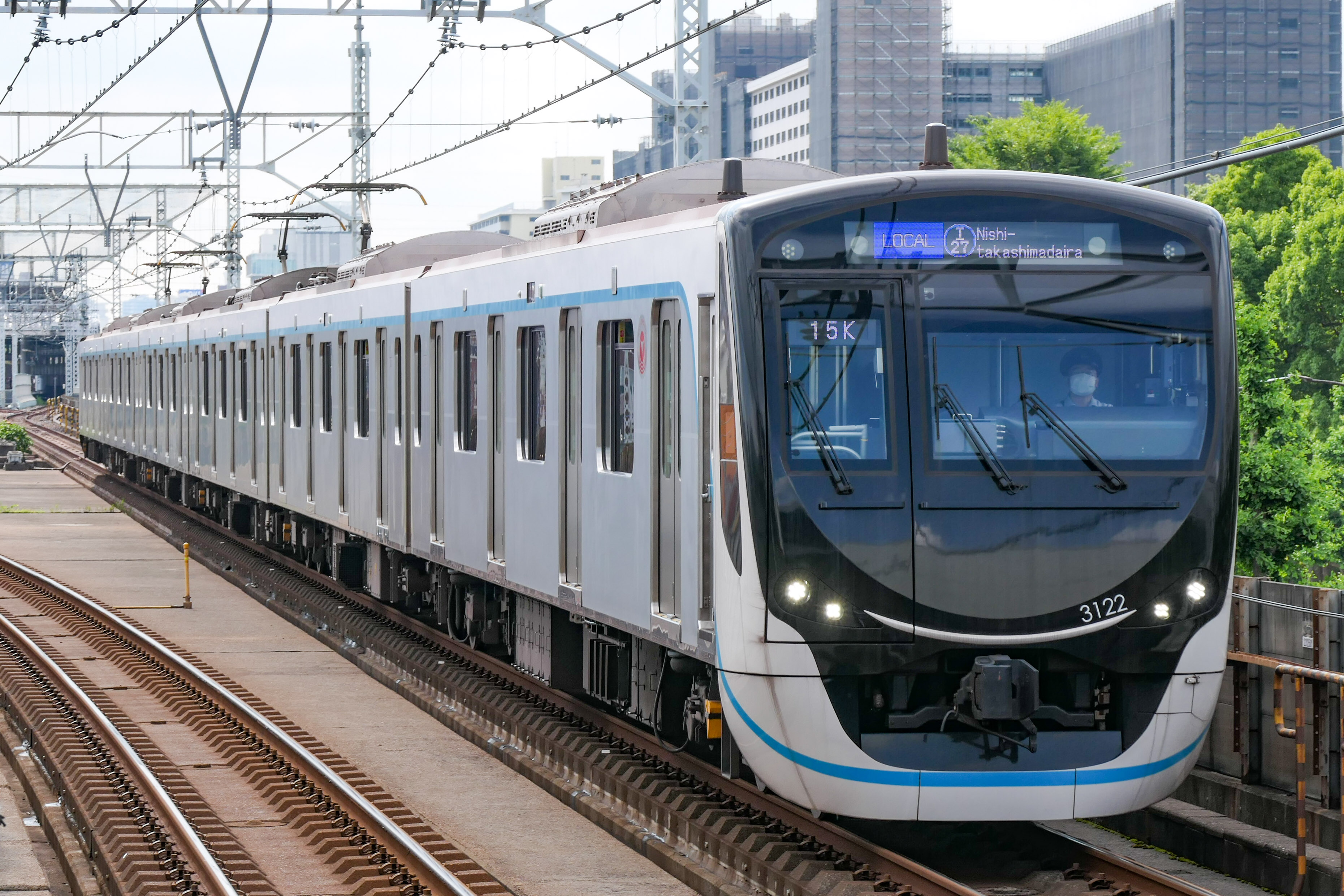
Série 3020
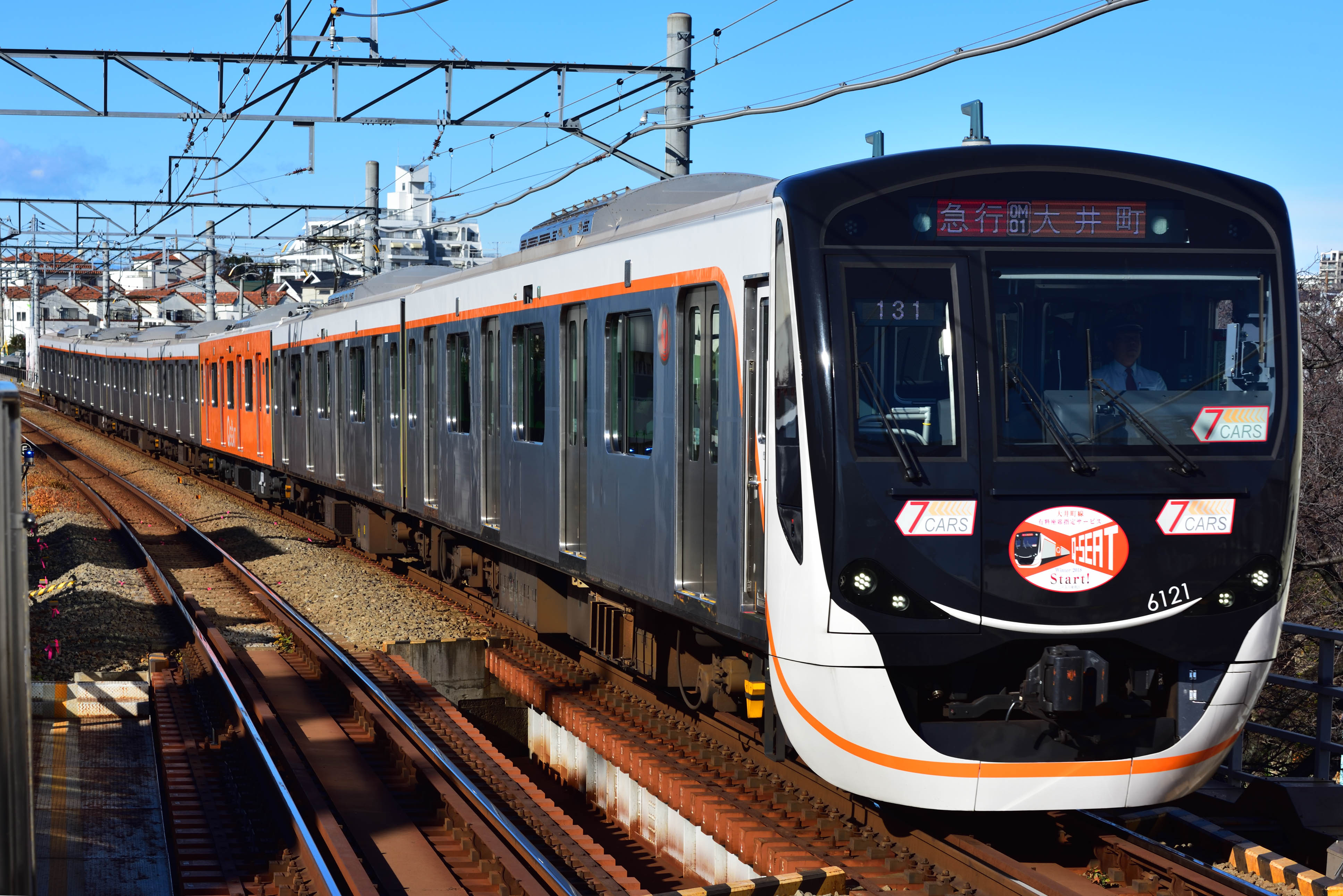
Série 6020

## Histoire
Les premières rames des séries 2020 et 6020 sont entrées en service le 28 mars 2018. Celles de la séries 3020 ont été introduites à partir du 22 novembre 2019.

## Services
Les rames de la série 2020 sont affectées aux services de la ligne Den-en-toshi et des lignes interconnectées (lignes Hanzōmon et Skytree).
Les rames de la série 3020 sont affectées aux services de la ligne Meguro et des lignes interconnectées (lignes Namboku, Mita, Saitama Railway, Shin-Yokohama et du réseau Sotetsu).
Les rames de la série 6020 sont affectées aux services de la ligne Ōimachi.

## Galerie photos

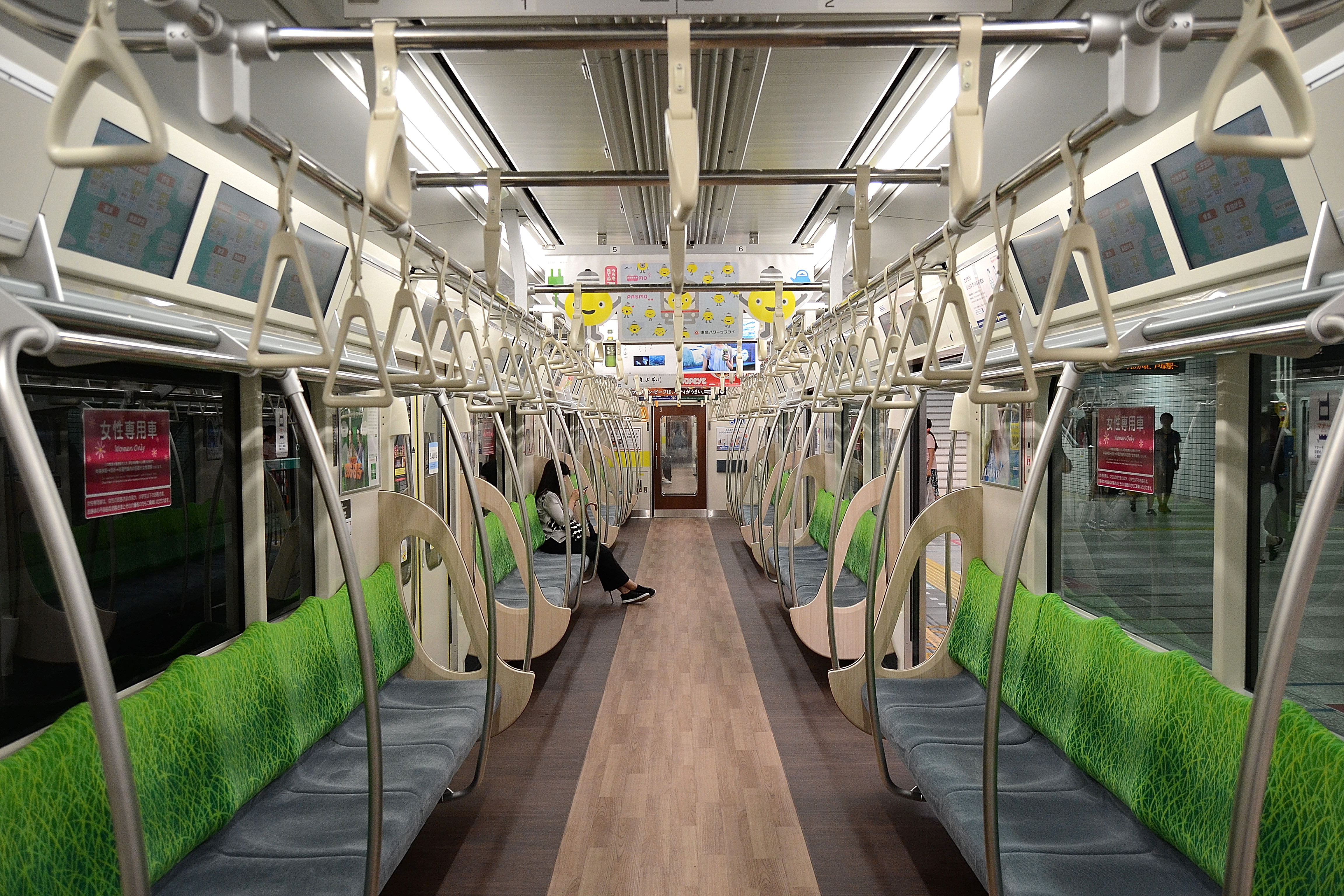
Intérieur de la rame (série 2020).
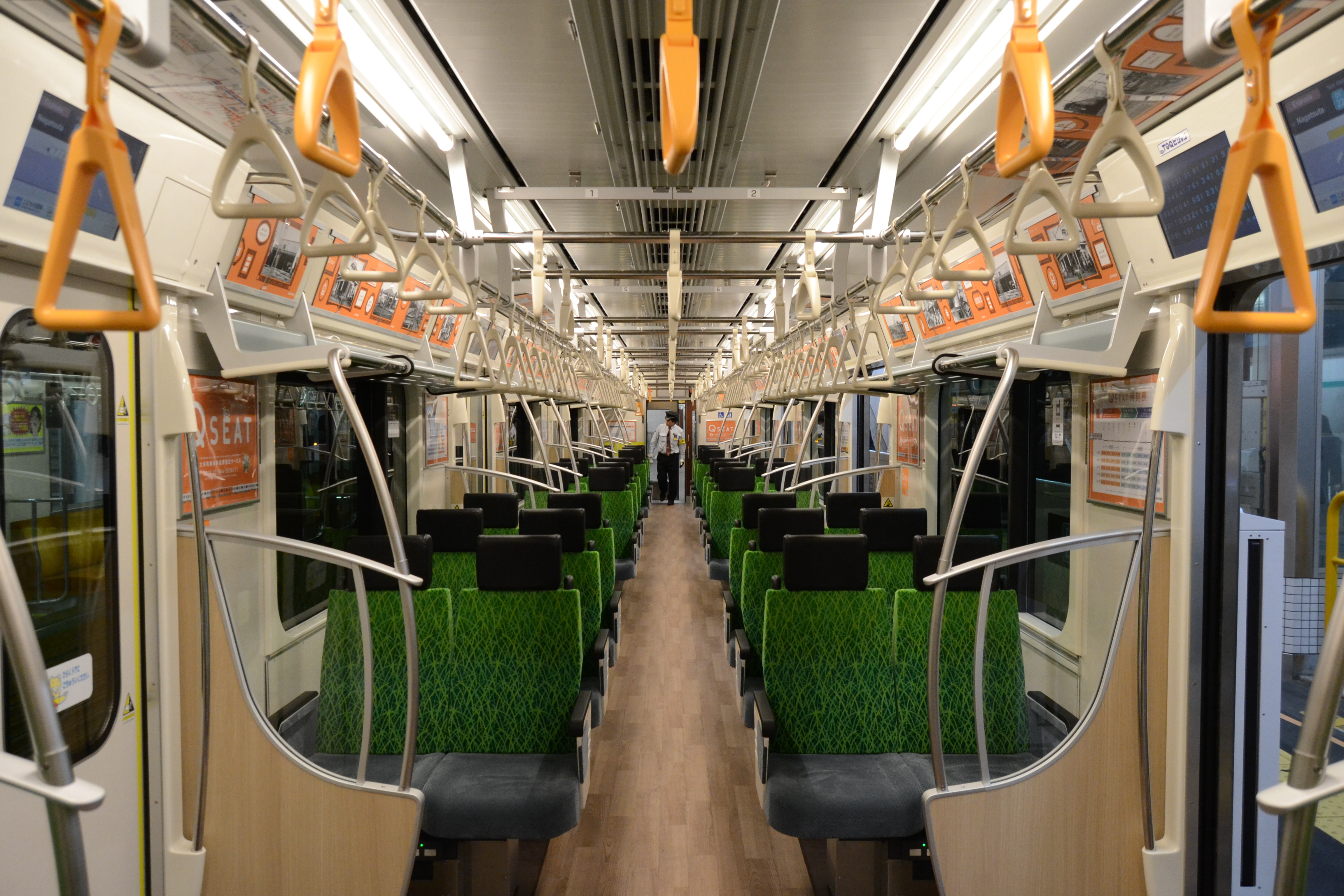
Intérieur de la voiture "Q Seat" (série 6020).
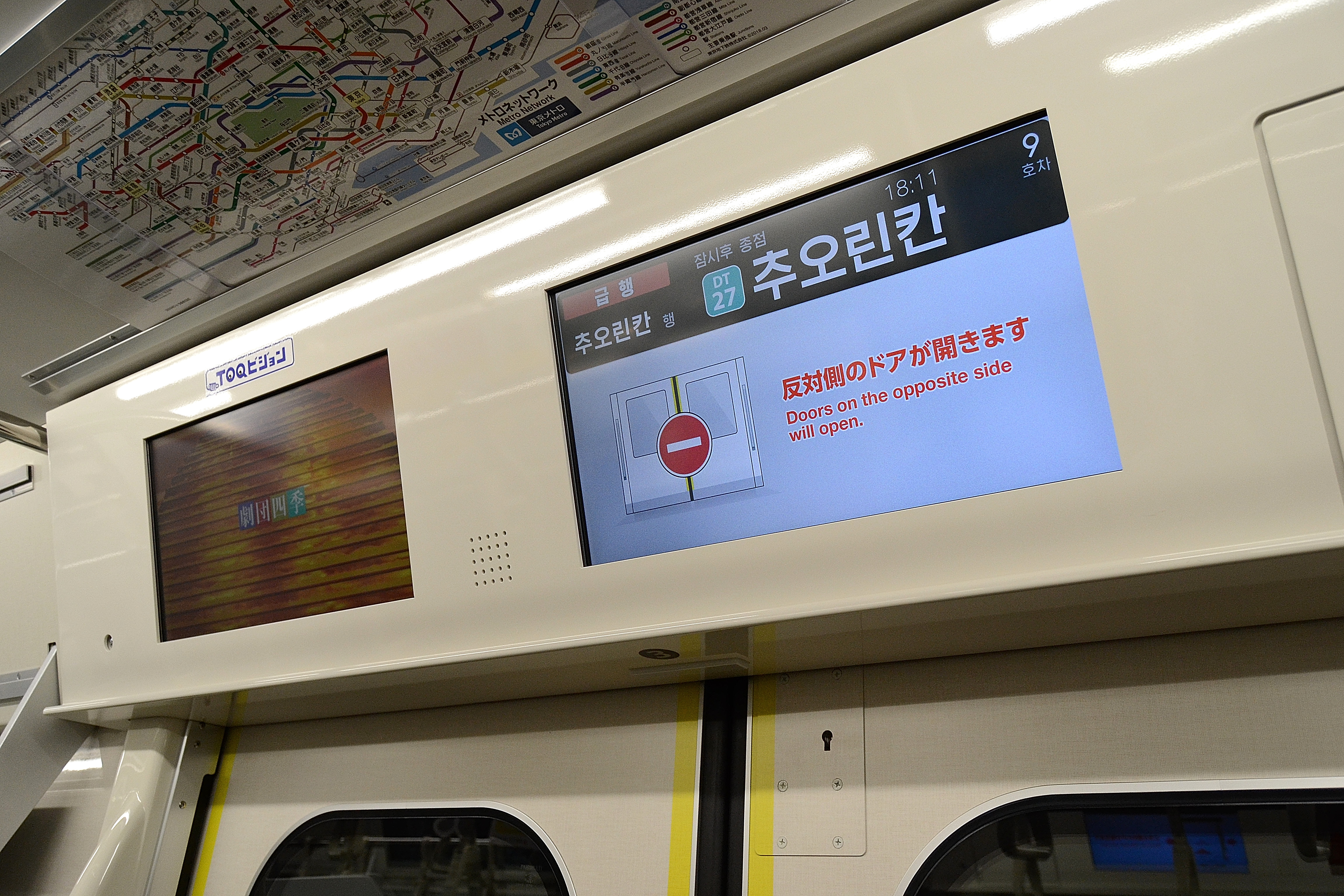
Ecrans d'information voyageurs.